# Katherine Jackson
Pour les articles homonymes, voir Jackson.
Katherine Esther Jackson, née Kattie B. Scruse le 4 mai 1930 à Clayton (Comté de Barbour, Alabama), est une personnalité américaine. Elle est la mère d'une fratrie de dix enfants à la carrière artistique, dont les plus illustres sont Michael Jackson et ses frères des Jackson Five ainsi que Janet Jackson.

## Biographie
Kattie B. Screws est née le 4 mai 1930 à Clayton en Alabama, dans le sud ségrégationniste des États-Unis, fille aînée de Prince Albert Screws (16 octobre 1907-21 janvier 1997) et de Marta Bridgett Upshaw (14 décembre 1907-25 avril 1990). Katherine et sa sœur Hattie (1931-1979) grandissent dans une famille afro-américaine très pauvre. Leur père est ouvrier, il travaille dans les chemins de fer d'Alabama, et leur mère est femme au foyer.  
À l'âge de six ans, Katherine attrape la polio, elle en garde la séquelle d'un boitement. La même année, en 1936, la famille quitte le sud, pour s'installer dans le nord des États-Unis, d'abord dans la petite ville de East Chicago dans l'Indiana, puis à Gary. Prince Albert Screws trouve du travail dans une petite aciérie de la ville. La même année, les parents de Katherine divorcent ; celle-ci vit très mal le divorce de ses parents puisqu'elle est séparée de sa sœur avec qui elle était très proche, sa mère laissant Katherine à la garde de son père et prenant Hattie avec elle. 
Dès son plus jeune âge, elle devient une fille très ambitieuse. Elle rêve de devenir la première chanteuse noire de musique country, ou actrice à Hollywood. Elle commence à aimer la musique très jeune lorsqu'elle chante du gospel dans l'église baptiste de son grand-père ; c'est ce dernier, un esclave métisse cultivateur de coton sur plusieurs générations, qui lui transmet ce goût du chant.
En 1947, Katherine rencontre Joseph Jackson (1928-2018), dit Joe, qui vit à East Chicago. Ils se marient le 5 novembre 1949. En janvier 1950, ils achètent une maison de deux chambres à Gary (Indiana). Pendant les premières années du couple, ils chantent ensemble, Joe Jackson jouant aussi la guitare. Après que le rêve de Joe de mener une carrière de boxeur est anéanti, il continue de travailler à l'aciérie Inland Steel Company d'East Chicago. Katherine devient Témoin de Jéhovah en 1965.
Joe et Katherine ont ensemble 10 enfants : Rebbie (1950), Jackie (1951), Tito (1953-2024), Jermaine (1954), La Toya (1956), Marlon (1957), Brandon (1957-1957), Michael (1958-2009), Randy (1961) et Janet (1966). Marlon et Brandon sont des jumeaux, Brandon est mort quelques heures après sa naissance.
|  |  |                       |                       |                       |                       |                       |                       |  |  |                       |                       |                       |                       |                       |                       |  |  |                          |                          |                          |                          |                          |                          |  |  | Samuel Jackson (1893-1993) | Samuel Jackson (1893-1993) | Samuel Jackson (1893-1993) | Samuel Jackson (1893-1993) | Samuel Jackson (1893-1993) | Samuel Jackson (1893-1993) |                            |                            | Crystal King (1907-1992)   | Crystal King (1907-1992)   | Crystal King (1907-1992) | Crystal King (1907-1992) | Crystal King (1907-1992) | Crystal King (1907-1992) |  |  | Prince Scruse (1907-1997) | Prince Scruse (1907-1997) | Prince Scruse (1907-1997) | Prince Scruse (1907-1997) | Prince Scruse (1907-1997) | Prince Scruse (1907-1997) |                         |                         | Martha Upshaw (1907-1990)   | Martha Upshaw (1907-1990)   | Martha Upshaw (1907-1990)   | Martha Upshaw (1907-1990)   | Martha Upshaw (1907-1990)   | Martha Upshaw (1907-1990)   |  |  |                             |                             |                             |                             |                             |                             |  |  |                      |                      |                      |                      |                      |                      |  |  |                      |                      |                      |                      |                      |                      |  |  |
|  |  |                       |                       |                       |                       |                       |                       |  |  |                       |                       |                       |                       |                       |                       |  |  |                          |                          |                          |                          |                          |                          |  |  | Samuel Jackson (1893-1993) | Samuel Jackson (1893-1993) | Samuel Jackson (1893-1993) | Samuel Jackson (1893-1993) | Samuel Jackson (1893-1993) | Samuel Jackson (1893-1993) |                            |                            | Crystal King (1907-1992)   | Crystal King (1907-1992)   | Crystal King (1907-1992) | Crystal King (1907-1992) | Crystal King (1907-1992) | Crystal King (1907-1992) |  |  | Prince Scruse (1907-1997) | Prince Scruse (1907-1997) | Prince Scruse (1907-1997) | Prince Scruse (1907-1997) | Prince Scruse (1907-1997) | Prince Scruse (1907-1997) |                         |                         | Martha Upshaw (1907-1990)   | Martha Upshaw (1907-1990)   | Martha Upshaw (1907-1990)   | Martha Upshaw (1907-1990)   | Martha Upshaw (1907-1990)   | Martha Upshaw (1907-1990)   |  |  |                             |                             |                             |                             |                             |                             |  |  |                      |                      |                      |                      |                      |                      |  |  |                      |                      |                      |                      |                      |                      |  |  |
|  |  |                       |                       |                       |                       |                       |                       |  |  |                       |                       |                       |                       |                       |                       |  |  |                          |                          |                          |                          |                          |                          |  |  |                            |                            |                            |                            |                            |                            |                            |                            |                            |                            |                          |                          |                          |                          |  |  |                           |                           |                           |                           |                           |                           |                         |                         |                             |                             |                             |                             |                             |                             |  |  |                             |                             |                             |                             |                             |                             |  |  |                      |                      |                      |                      |                      |                      |  |  |                      |                      |                      |                      |                      |                      |  |  |
|  |  |                       |                       |                       |                       |                       |                       |  |  |                       |                       |                       |                       |                       |                       |  |  |                          |                          |                          |                          |                          |                          |  |  |                            |                            |                            |                            | Joseph Jackson (1928-2018) | Joseph Jackson (1928-2018) | Joseph Jackson (1928-2018) | Joseph Jackson (1928-2018) | Joseph Jackson (1928-2018) | Joseph Jackson (1928-2018) |                          |                          |                          |                          |  |  |                           |                           |                           |                           | Katherine Scruse (1930)   | Katherine Scruse (1930)   | Katherine Scruse (1930) | Katherine Scruse (1930) | Katherine Scruse (1930)     | Katherine Scruse (1930)     |                             |                             |                             |                             |  |  |                             |                             |                             |                             |                             |                             |  |  |                      |                      |                      |                      |                      |                      |  |  |                      |                      |                      |                      |                      |                      |  |  |
|  |  |                       |                       |                       |                       |                       |                       |  |  |                       |                       |                       |                       |                       |                       |  |  |                          |                          |                          |                          |                          |                          |  |  |                            |                            |                            |                            | Joseph Jackson (1928-2018) | Joseph Jackson (1928-2018) | Joseph Jackson (1928-2018) | Joseph Jackson (1928-2018) | Joseph Jackson (1928-2018) | Joseph Jackson (1928-2018) |                          |                          |                          |                          |  |  |                           |                           |                           |                           | Katherine Scruse (1930)   | Katherine Scruse (1930)   | Katherine Scruse (1930) | Katherine Scruse (1930) | Katherine Scruse (1930)     | Katherine Scruse (1930)     |                             |                             |                             |                             |  |  |                             |                             |                             |                             |                             |                             |  |  |                      |                      |                      |                      |                      |                      |  |  |                      |                      |                      |                      |                      |                      |  |  |
|  |  |                       |                       |                       |                       |                       |                       |  |  |                       |                       |                       |                       |                       |                       |  |  |                          |                          |                          |                          |                          |                          |  |  |                            |                            |                            |                            |                            |                            |                            |                            |                            |                            |                          |                          |                          |                          |  |  |                           |                           |                           |                           |                           |                           |                         |                         |                             |                             |                             |                             |                             |                             |  |  |                             |                             |                             |                             |                             |                             |  |  |                      |                      |                      |                      |                      |                      |  |  |                      |                      |                      |                      |                      |                      |  |  |
|  |  |                       |                       |                       |                       |                       |                       |  |  |                       |                       |                       |                       |                       |                       |  |  |                          |                          |                          |                          |                          |                          |  |  |                            |                            |                            |                            |                            |                            |                            |                            |                            |                            |                          |                          |                          |                          |  |  |                           |                           |                           |                           |                           |                           |                         |                         |                             |                             |                             |                             |                             |                             |  |  |                             |                             |                             |                             |                             |                             |  |  |                      |                      |                      |                      |                      |                      |  |  |                      |                      |                      |                      |                      |                      |  |  |
|  |  | Rebbie Jackson (1950) | Rebbie Jackson (1950) | Rebbie Jackson (1950) | Rebbie Jackson (1950) | Rebbie Jackson (1950) | Rebbie Jackson (1950) |  |  | Jackie Jackson (1951) | Jackie Jackson (1951) | Jackie Jackson (1951) | Jackie Jackson (1951) | Jackie Jackson (1951) | Jackie Jackson (1951) |  |  | Tito Jackson (1953-2024) | Tito Jackson (1953-2024) | Tito Jackson (1953-2024) | Tito Jackson (1953-2024) | Tito Jackson (1953-2024) | Tito Jackson (1953-2024) |  |  | Jermaine Jackson (1954)    | Jermaine Jackson (1954)    | Jermaine Jackson (1954)    | Jermaine Jackson (1954)    | Jermaine Jackson (1954)    | Jermaine Jackson (1954)    |                            |                            | La Toya Jackson (1956)     | La Toya Jackson (1956)     | La Toya Jackson (1956)   | La Toya Jackson (1956)   | La Toya Jackson (1956)   | La Toya Jackson (1956)   |  |  | Marlon Jackson (1957)     | Marlon Jackson (1957)     | Marlon Jackson (1957)     | Marlon Jackson (1957)     | Marlon Jackson (1957)     | Marlon Jackson (1957)     |                         |                         | Brandon Jackson (1957-1957) | Brandon Jackson (1957-1957) | Brandon Jackson (1957-1957) | Brandon Jackson (1957-1957) | Brandon Jackson (1957-1957) | Brandon Jackson (1957-1957) |  |  | Michael Jackson (1958-2009) | Michael Jackson (1958-2009) | Michael Jackson (1958-2009) | Michael Jackson (1958-2009) | Michael Jackson (1958-2009) | Michael Jackson (1958-2009) |  |  | Randy Jackson (1961) | Randy Jackson (1961) | Randy Jackson (1961) | Randy Jackson (1961) | Randy Jackson (1961) | Randy Jackson (1961) |  |  | Janet Jackson (1966) | Janet Jackson (1966) | Janet Jackson (1966) | Janet Jackson (1966) | Janet Jackson (1966) | Janet Jackson (1966) |  |  |

Joe Jackson a plusieurs relations extra-conjugales, ce qui incite Katherine à demander le divorce le 9 mars 1973 mais elle revient ensuite sur sa décision. Katherine tente encore une fois de divorcer de son mari en 1982, après une nouvelle relation extra-conjugale, mais est encore une fois persuadée d'abandonner l'action. Joe déménage ensuite à Las Vegas, en continuant cependant de vivre partiellement avec Katherine dans la maison de la famille Jackson d'Hayvenhurst à Encino, en Californie. Joe et Katherine se séparent officiellement en 1994.
Katherine Jackson écrit son autobiographie My family Jackson en 1990 (traduite en français). Elle y narre ses origines, sa vie de couple, ses enfants et leurs carrières.
Katherine élève les trois enfants de son fils Michael Jackson à la mort de ce dernier en 2009. En 2012, elle devient leur tutrice légale, avec son petit-fils TJ Jackson. Les trois enfants de Michael Jackson (« Prince », Paris et « Blanket ») viennent donc vivre chez elle dans la maison familiale d'Hayvenhurst, à Encino, puis à Calabasas à partir de 2012.
En juillet 2012, elle fait brièvement l'objet d'une alerte policière pour disparition,.